# 4トラック
4トラックカートリッジ（4track cartridge）とは、1960年代に初期のカーオーディオで採用された音声用エンドレスカートリッジ及び再生機器である。

## 概要
1950年代にアメリカで開発された、業務用エンドレスカートリッジであるフィデリパックを4トラック2チャンネル・2プログラム化したもの。1/4インチ幅の磁気テープを始端と終端同じ面同士で接合、脱着可能なケースに収納してある。8トラックとほぼ同じ寸法の3号カートリッジの他、もう一回り大きい5号カートリッジ、さらにもう一回り大きい7号カートリッジが存在する。8トラックはカートリッジ内にピンチローラーを備えているが、4トラックは再生装置側に取り付けてあるため互換性はない。大半の機種ではプログラム切り替えを手動で行うように設計されている。日本では1964年にクラリオン（現：フォルシアクラリオン・エレクトロニクス）から発売されたが、収録時間が2倍である後発の8トラックに急速にシェアを奪われた結果、数年で民生用としては姿を消し、それ以降は業務用途（路線バスなどの車内放送）としてのみの製造となっているが、近年では8トラックと同様に、それらの用途も磁気テープより効率的な音声合成に取って代わられている。

## 補足
欧米では8トラックと同じくヴィンテージ品として収集する者が少なからず存在する。また発売元の名を冠し、Muntz Stereo、Muntz 4track、Muntz Stereo-pakなどと呼ばれる。
日本国内の店舗や施設などでBGM用として使われていたフィデリパックカートリッジは、トラック構成は異なるものの左右の音量バランスを調整することによって4トラックデッキでも再生が可能である。逆に、BGM用フィデリパックプレーヤーと4トラックカートリッジの組み合わせでは、プログラム1と2のミックスになる場合が多く、意図する音声の再生は期待できない。